# Khu vực thử nghiệm và đào tạo Không quân Nevada

Bản đồ miền Nam Nevada đang chỉ ở vị trí của Nellis Air Force Range

Khu vực thử nghiệm và đào tạo không quân Nevada (NAFR) là một đại quân khu rộng 12.140 km² nằm giữa Tonopah và Las Vegas ở Nevada. Lãnh thổ của nó tiếp giáp với đường số 6 ở phía Bắc, đường cao tốc 375 ở phía Đông Bắc, đường 93 ở phía Đông, và đường 95 về phía Tây. Vùng đất tại đây được quản lý và điều khiển bởi lực lượng Không Quân Hoa Kỳ. Nó bao gồm 3 căn cứ không quân và 3 sân bay tư nhân.

## Lịch sử

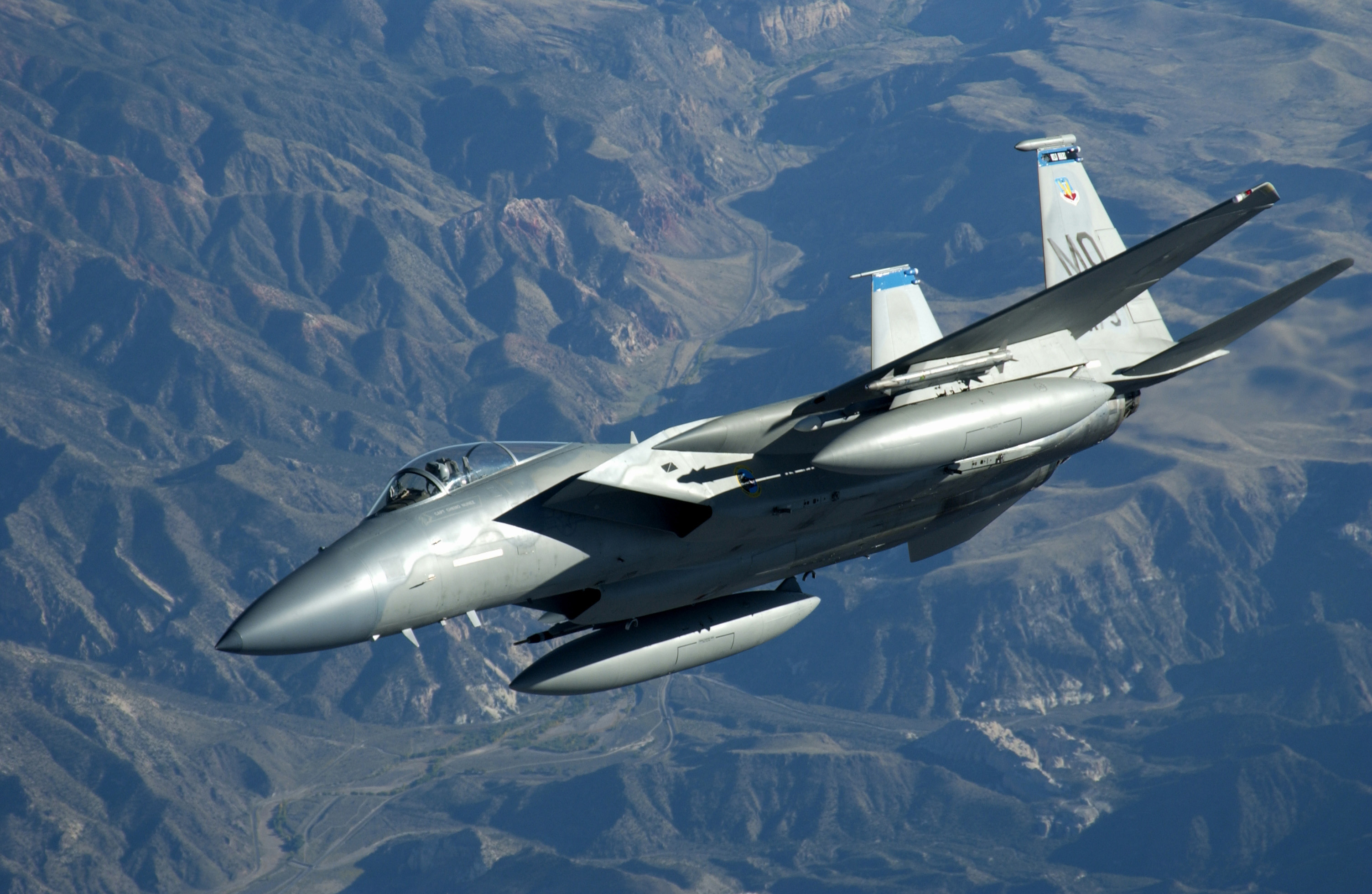
F-15 đang bay trên NTTR vào năm 2006, trong chiến dịch Lá Cờ Đỏ 07-1.

Trước đây vùng đất này từng được gọi là Nevada Test and Training Range (NTTR), sau đó các lãnh thổ đã được đổi tên thành Nellis Air Force Range vào năm 2001. Các khu vực căn cứ Không Quân hỗ trợ cho việc huấn luyện các bài tập quân sự với quy mô lớn như Lá Cờ Đỏ (Red Flag) và Lá Cờ Xanh (Green Flag) với sự hỗ trợ của Hải quân Hoa Kỳ, Trường Vũ khí chiến Đấu Hải quân Hoa Kỳ.

## Cấu trúc
Các căn cứ Không Quân tại khu vực này bao gồm năm khu là: R-4808 tương ứng với khu vực thử nghiệm Nevada; R-4806, R-4807 và R-4809 được sử dụng cho các cuộc thử nghiệm với lửa và Desert Military Operating Area (Khu vực Điều hành Quân sự Sa mạc) được sử dụng cho việc mô phỏng không khí chiến đấu. Các khu vực căn cứ Không Quân bao gồm ba khu phức hợp : Vùng thử nghiệm Nevada, khu vực thử nghiệm Tonopah và Khu vực 51.

### Nevada Test Site (NTS)

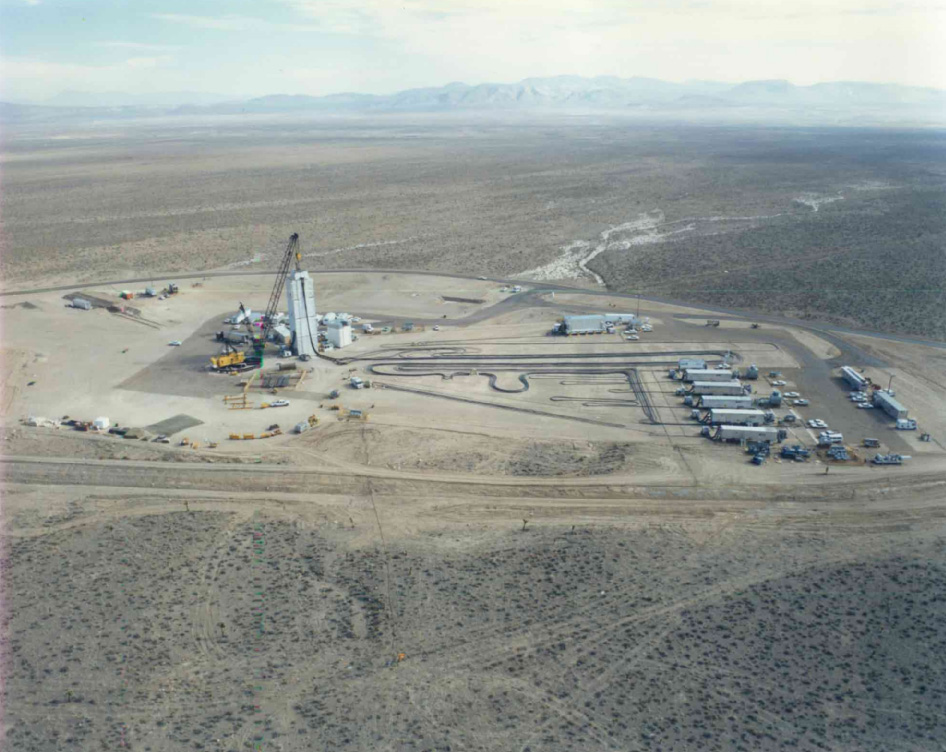
Chuẩn bị một cuộc thử nghiệm hạt nhân, kiểm tra ngầm ở khu vực thử nghiệm Nevada.

Nevada Test Site là một khu vực được sử dụng để thử nghiệm vũ khí hạt nhân, nó hoạt động phụ thuộc vào sự quản lý của Bộ năng Lượng Hoa Kỳ. Khu vực này bao gồm một căn cứ không quân của Không quân Hoa Kỳ) như là một phần của Tư lệnh Không quân, cũng như một sân bay tư nhân, thuộc sở hữu của Cục năng Lượng Hoa Kỳ.
- Căn Cứ Không Quân Creech
- Đường Băng sân bay Pahute Mesa

### Khu vực thử nghiệm Tonopah

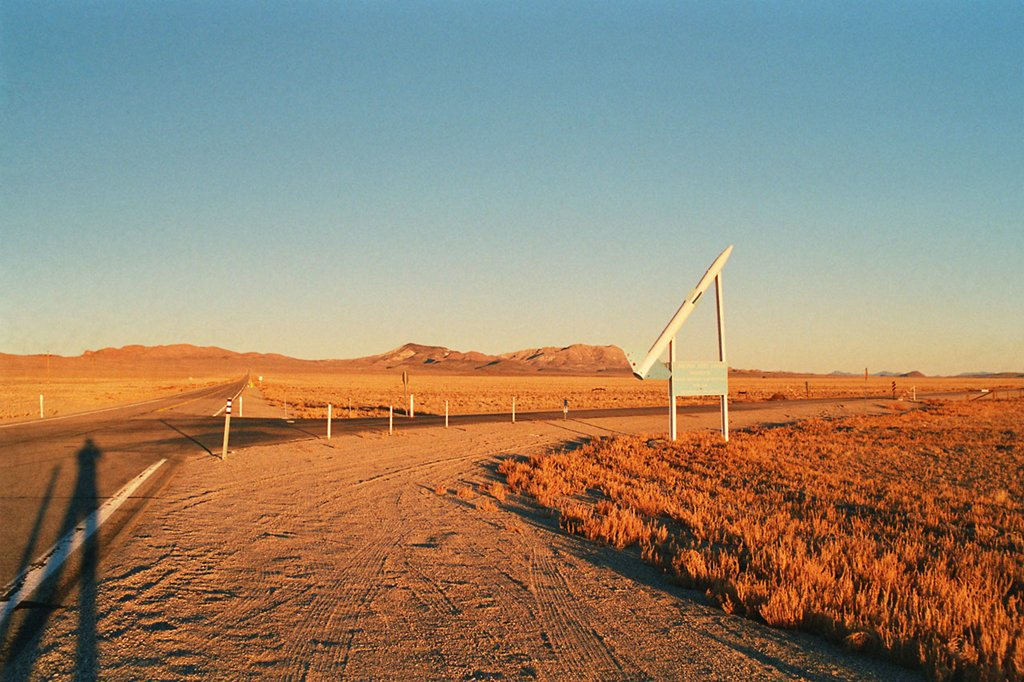
Lối vào Khu vực Thử nghiệm Tonopah, hai bên đường là các hoang mạc cát - muối

Khu vực thử nghiệm bom Tonopah hay Khu vực 52, cùng với một sân bay của Tư lệnh Không quân và hai sân bay thuộc sở hữu của Bộ Năng lượng Hoa Kỳ.
- Sân bay trong khu vực Tonopah
- Đường băng Yucca
- Sân bay Rock Desert

### Khu vực 51
Khu vực 51 là một căn cứ không quân thuộc Không Lực Hoa Kỳ, nằm bên trong Khu vực thử nghiệm Nevada. Nó nằm ở phía nam Hồ muối Groom, là một sân bay, căn cứ và nơi thử nghiệm không quân của Hoa Kỳ.

## Địa lý
Có rất nhiều hoang mạc muối trên đường đến Nellis Air Force Range như hồ muối Groom, hồ Papoose, hồ Yucca, hồ Frenchman, hồ Dog Bone, và hồ Sa Mạc. Các khu vực cũng bao gồm Desert National Wildlife Refuge.